# 5409-es mellékút (Magyarország)
Az 5409-es mellékút egy bő 14 kilométeres hosszúságú, négy számjegyű mellékút Bács-Kiskun vármegye területén; tulajdonképpen Kiskunmajsa egyik belső útja, mivel a város központjától húzódik az attól különálló, csaknem 15 kilométerrel délebbre fekvő Gárgyán külterületi városrészig.

## Nyomvonala
Kiskunmajsa belterületének déli részén indul, az 5405-ös útból kiágazva, annak 29+800-as kilométerszelvénye közelében. Kezdeti szakasza délnyugati irányban húzódik, Zrínyi Miklós utca néven, de kevesebb, mint 200 méter után délkeletnek, majd nem sokkal azután délnek fordul, és Szabadkai út néven húzódik a város lakott területének déli széléig, amit kicsivel a másfeledik kilométere előtt hagy maga mögött, ott dél-délnyugati irányt követve. A város déli külterületei között délebbi irányt vesz, majd néhány kisebb-nagyobb irányváltása következik.
Kicsivel a nyolcadik kilométere után kiágazik belőle délkelet felé az 54 126-os számú mellékút, mely a Kígyós nevet viselő külterületi városrészig vezet. A hátralévő szakasza már végig nagyjából lakatlan külterületek közt húzódik, így is ér véget, nem messze Kiskunmajsa Gárgyán nevű, a városközponttól ugyancsak különálló – attól csaknem 15 kilométernyire délre fekvő – településrészétől, beletorkollva az 5408-as útba, annak a 21+200-as kilométerszelvénye közelében.
Teljes hossza, az országos közutak térképes nyilvántartását szolgáló kira.gov.hu adatbázisa szerint 14,209 kilométer.